# История Эквадора
История Эквадора — история государства Южной Америки.

## До испанской колонизации
На территории нынешнего Эквадора с давних времён жили различные индейские племена — кара, киту, тумбе, каньяри и другие. Они занимались охотой, рыболовством и земледелием. 
Культура Лас-Вегас возникшая между 8000 до н. э. и 4600 до нашей эры.
В глиняных сосудах и керамических черепках, найденных на стоянке Санта—Ана (Ла Флорида) (en:Santa Ana (La Florida)) древних индейцев из культуры Майо-Чинчипе – Мараньон (en:Mayo-Chinchipe), живших на юго-востоке Эквадора (кантон Паланда, провинция Самора-Чинчипе) ок. 5,3 тыс. л. н., удалось найти следы теобромина — одного из главных бодрящих компонентов чая и какао, а также зёрна крахмала, характерные только для какао, и обрывки ДНК шоколадного дерева. Какао, происходящее из нескольких генетических групп Theobroma cacao, расположенных в перуанской Амазонии, наблюдалось в древнейших культурах тихоокеанского побережья Вальдивии в Эквадоре, а также в Пуэрто-Хормиге и Сан-Хасинто в Колумбии, датируемых более чем 5000 лет назад. В образцах из культурных памятников Вальдивии, относящихся к III фазе (2950-2600 лет до н. э.), обнаружено присутствие генотипов T. cacao, происходящих из перуанских групп Мараньон и Нанай, позволяющее предположить, что люди в этом регионе имели ранние давние контакты с Перуанской Амазонкой. Генотипы, относящиеся к группе Nacional, также наблюдались в керамических остатках Вальдивии. Эта генетическая группа расположена на юго-востоке Эквадора, где культура Майо-Чинчипе-Мараньон существовала одновременно с прибрежной культурой Вальдивия. Мобильность была одной из характеристик народа Майо Чинчипе-Мараньон. Они перемещались по многочисленным речным притокам, впадающим в основное русло реки Амазонки, что позволило быстро и обширно распространить растения (включая T. cacao) и другие продукты по всему этому обширному региону.
В конце 1-го тысячелетия н. э. индейцы племени кара, жившие на побережье, вторглись в горные районы и, покорив местное население — индейцев племени киту и другие племена (частично истребив их, частично ассимилировав), создали государство, которое в латиноамериканской литературе именуют «царством Киту». Постепенно оно превратилось в государство, близкое по типу к восточной деспотии.
В XV веке (около 1460 года) «царство Киту» было завоёвано государством инков Тауантинсуйу (процесс завоевания длился около 15 лет). Большинство населения государства инков (инки — правящая каста) составляли индейцы племени кечуа. В результате этого завоевания язык кечуа стал самым распространённым индейским языком на территории нынешнего Эквадора.

## Испанская колонизация
Территорию Эквадора для Испании завоевали сподвижники Франсиско Писарро — Бартоломе Руис и Себастьян де Белалькасар. Бартоломе Руис высадился у устья р. Эсмеральдас в 1526, а через три года Писарро был назначен генерал-капитаном Новой Кастилии, которая включала территории современных Перу и Эквадора.
Территория современного Эквадора была завоевана Себастьяном де Белалькасаром, который и построил на месте древнего индейского поселения город Сан-Франсиско-де-Кито (Кито). В 1539 г. Писарро назначил своего брата Гонсало правителем Кито. В 1563 г. была учреждена судебная коллегия (аудьенсия) Кито. В 1718 эта территория была передана под юрисдикцию Боготы, в которой находилось правительство вице-королевства Новая Гранада, а через 5 лет была возвращена Перу. В 1740 аудьенсия Кито вновь была передана в подчинение Боготе.
Завоевав территорию и не найдя там крупных месторождений золота и серебра, испанцы стали создавать в стране плантации, на которых трудились индейцы и рабы, привезённые из Африки. Большое значение в горных районах получило овцеводство.

## Независимость
XVIII и XIX века ознаменовались для Эквадора и всей Латинской Америки национально-освободительными войнами и революциями. Одна из революций произошла в Кито в августе 1809 года, в честь которой впоследствии 10 августа в Эквадоре был провозглашён День независимости.

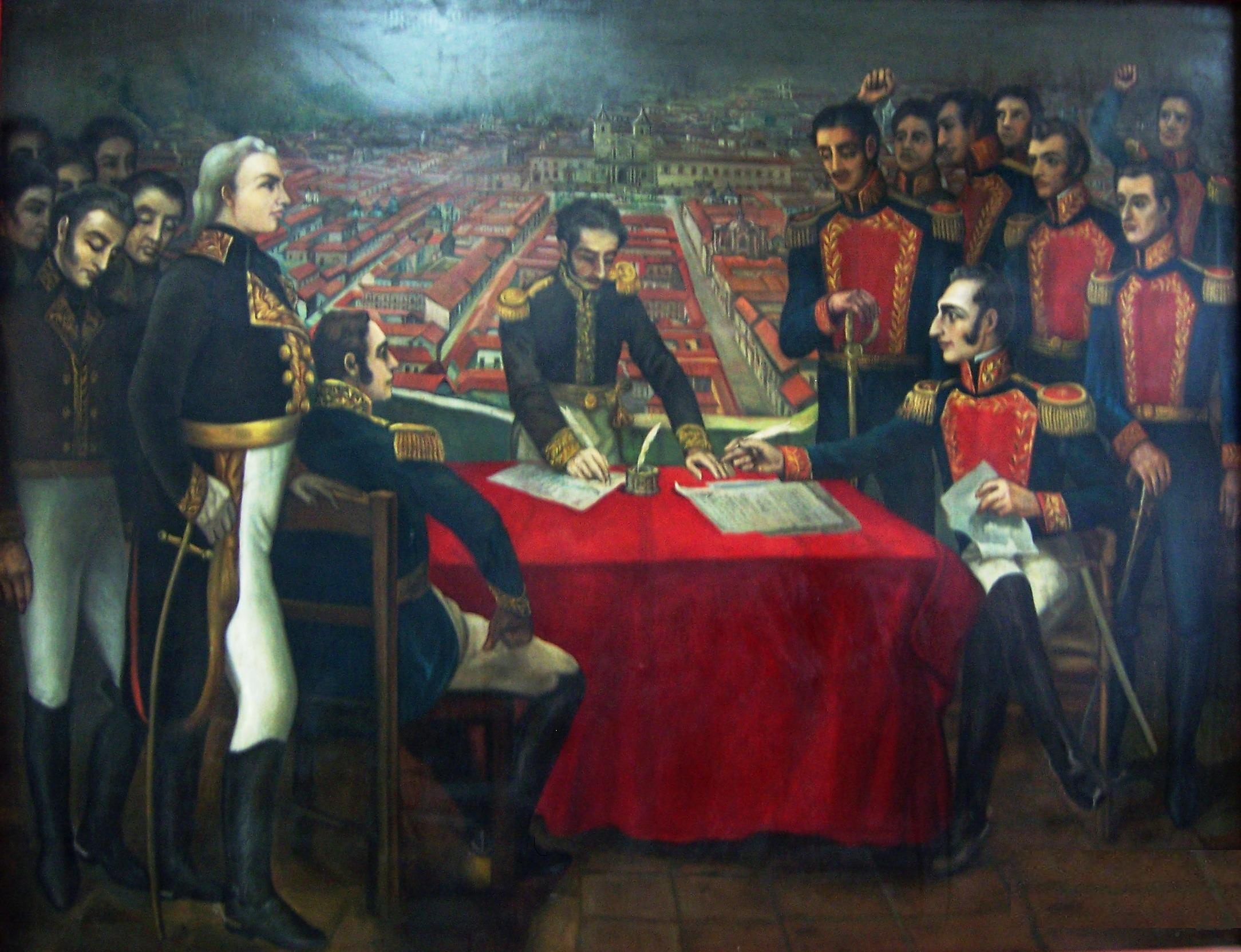
Капитуляция роялистских войск после сражении при Пичинче

11 октября 1810 года была предпринята вторая попытка свержения правительства, которое успешно завершилась в декабре 1812 года. 24 мая 1822 года в сражении при Пичинче революционная армия генерала Антонио Сукре одержала победу над роялистами. В результате переговоров Боливара с генералом Хосе де Сан-Мартином, состоявшихся 26 июля 1822 года, контроль над Эквадором перешёл к Колумбийской республике.
В 1830 году Эквадор выделился из государства Колумбия.
Президентом страны стал генерал Хуан Хосе Флорес. Либералы под предводительством Висенте Рокафуэрте несколько раз старались вырвать власть из рук консерваторов. В 1834 году вспыхнуло восстание, но Флорес в 1835 году снова стал президентом и издал новую конституцию, по которой исполнительная власть сосредоточивалась в руках президента, а законодательная возлагалась на конгресс, образуемый двумя палатами.
Вслед за тем президентом сделался Рокафуэрте, а Флорес стал главнокомандующим армией. В 1839 году он снова занял пост президента и был переизбран в 1843 году. Чтобы избегнуть на будущее время дальнейших переворотов, он старался увеличить значение правительства и сообразно с этим изменить конституцию; это вызвало новое восстание, вспыхнувшее в Гуаякиле под предводительством Рокафуэрте. Несколько месяцев продолжалась междоусобная война, и только в конце 1845 г. соглашение между партиями положило конец беспорядкам. По этому соглашению генерал Флорес сохранял содержание в 20000 долларов, но должен был покинуть страну. Преемником его на посту президента стал Висенте Рока.
В 1846 году вспыхнула война с Новой Гранадой, но скоро она закончилась миром при Санта-Роза-де-Карчи (Santa Rosa de Carchi). Флорес, опираясь на поддержку со стороны президента Новой Гранады Москеры, рассчитывавшего достигнуть восстановления федеративной Колумбийской республики, делал попытки снова захватить в свои руки власть, но несмотря на то, что к его услугам были и испанские деньги, его попытки не увенчались успехом, главным образом, благодаря вмешательству Великобритании и Франции.
В октябре 1849 года собрался новый конгресс для избрания нового президента. Между партиями началась такая ожесточенная борьба, что более ста раз происходившая подача голосов оставалась безрезультатной, и в конце концов исполнительная власть временно перешла к вице-президенту Аскасуби.
Только в декабре 1850 года в президенты был избран Диего Нобоа, кандидат клерикальной партии. Он немедленно высказался за возвращение иезуитов и за принятие всех бежавших из Новой Гранады консерваторов; это привело его к столкновению с Новой Гранадой, и уже в июле 1851 года он был низложен генералом Урбиной, вождем демократической партии. Это вызвало раздражение партии консервативно-клерикальной. После тайных приготовлений в Центральной Америке, в особенности в Перу, правительство которого одобряло его проект, Флорес сделал новую попытку овладеть властью, но потерпел страшное поражение и спасся бегством в Перу, откуда его во избежание новых конфликтов немедленно выслали.
Преемником Урбины в 1856 году стал генерал Франсиско Роблес, который в 1857 году для охранения торговли и судоходства от нападений пиратов заключил союз с Перу и Чили.
В 1858 году довольно незначительный сам по себе спор привел к войне с Перу. Так как Роблес отверг предъявленные правительством Перу требования, то в ноябре 1858 года гавани Эквадора, в особенности Гуаякиль, были блокированы перуанской эскадрой. В то же время начались волнения внутри страны: консервативная пария поднялась против Роблеса; однако ему скоро удалось подавить восстание и в союзе с Урбиной установить диктаторскую власть. Между тем Гуаякиль вследствие недостатка в съестных припасах оказался в чрезвычайно затруднительном положении, и комендант, генерал Франко, заключил с адмиралом перуанской эскадры конвенцию, в силу которой блокада была снята. Роблес, не желавший признавать этой конвенции, видел, что всюду кругом разгорается восстание и войска от него отпадают, а потому решился бежать в Чили.
В Гуаякиле утвердился генерал Франко, потерявший симпатии народа, так как стало известно, что при заключении конвенции он уступил спорные округа Перу; появилось второе правительство под руководством клерикала Морено. Против него поднялась целая буря и снаружи, и внутри страны, когда в 1859 году стала известна выраженная им готовность поставить Эквадор под французский протекторат.
Снова выступил на сцену Флорес, призванный сторонниками консервативной партии. Он разбил генерала Франко при Бабагойо и вошел в Гуаякиль в 1860 году. Собравшийся в 1861 году национальный конгресс избрал Гарсию Морено в президенты, а генералу Флоресу предоставил пост губернатора в Гуаякиле.
Новый президент оказался человеком энергичным и дальновидным и много потрудился на пользу страны, стремясь улучшить материально её состояние проведением удобных дорог, устройством гаваней и реформами во внутреннем управлении; но он встречал противодействие демократов и даже в среде клерикальной партии. В 1862 году Морено заключил конкордат с Папой римским, предоставлявший большие права и преимущества духовенству, освободил духовенство от подсудности светским учреждениям и предоставил иезуитам дело народного образования.
Внутренними волнениями в Эквадоре воспользовался президент республики Новой Гранады и вождь тамошней демократической партии, генерал Москера. Он потребовал у Морено согласия на соединение обеих республик и, когда тот отклонил этот план, объявил ему войну. После короткой кампании дружественные отношения между обоими государствами были восстановлены мирным договором 30 декабря 1863 года. Так же быстро был улажен и конфликт с Перу. Не удавались и попытки Урбины низвергнуть Морено.
В 1865 году при выборах нового президента Морено удалось, отчасти насильственными мерами, доставить большинство голосов своему кандидату, Херонимо Карриону, против кандидата оппозиции Гомеца де ла Торре, а для себя самого сохранить важный пост губернатора Гуаякиля. Однако Каррион держался другой политики в международных делах и в 1866 году вместе с Чили и Перу объявил войну Испании.
В 1867 году вследствие постоянных внутренних волнений, финансовых затруднений и оппозиции Морено, высланного из пределов Эквадора, Каррион отказался от должности президента. На его место был избран Эспиноса, но и при нём страна не нашла покоя.

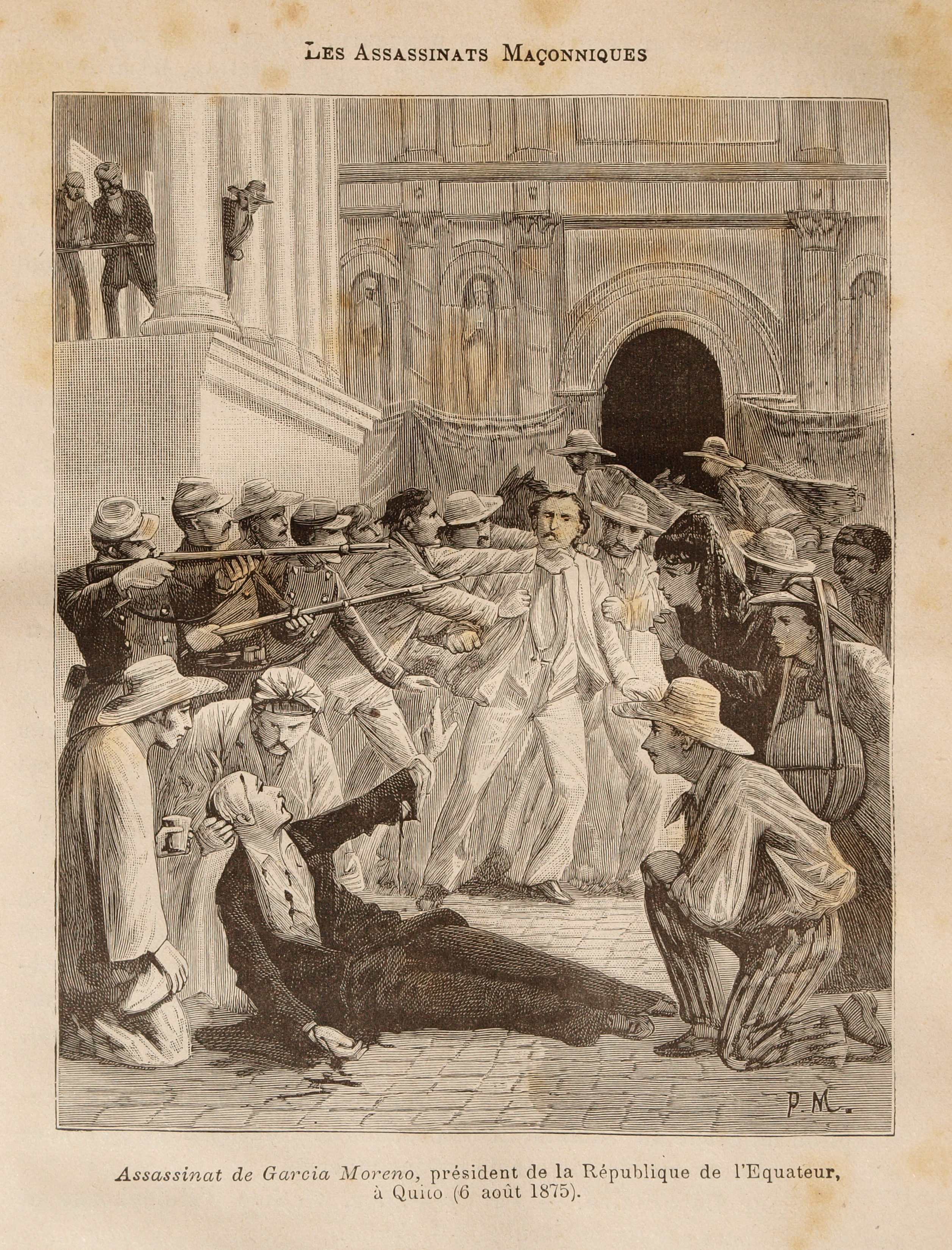
Убийство президента Эквадора Морено

Морено уже в январе 1869 года снова стал во главе республики, провел новую конституцию и подавил вооруженной силой разразившуюся в марте против его владычества революцию. Теперь он опирался уже всецело на клерикальную партию, покровительствовал иезуитам и старался придать республике характер теократического государства. При открытии конгресса 1873 года он объявил, что в законодательстве должны быть уничтожены последние следы враждебного отношения к церкви и страна должна быть открыта для беспрепятственной деятельности иезуитского ордена. Ввоз предметов, несогласных с догмой и моралью, — то есть книг и журналов, не одобренных иезуитами, — признан подлежащим строгому наказанию. 10 % государственных доходов были предоставлены Папе, как подношение от верного народа. Папа, со своей стороны, разрешил Морено от клятвы, которая препятствовала ему в 1875 году снова быть избранным на пост главы государства. В том же году, однако, Морено был убит собственными своими креатурами, алчность которых он не мог удовлетворить, и его смерть положила неожиданный конец иезуитскому господству.
Либералы поднялись в Гуаякиле и устроили избрание Борреро в президенты. Так как он правил умеренно, щадил духовенство и отклонил предложение созвать учредительные кортесы для обсуждения новой либеральной конституции, то против него восстал в Гуаякиле глава радикальной партии, генерал Вейнтимилья, который разбил правительственные войска в битве при Гальтесе и 26 декабря вошел в Кито, где был провозглашен временным президентом. В 1877 году Вейнтимилья был избран кортесами в президенты; конституция была изменена в либеральном смысле, а в 1878 году был уничтожен и конкордат с Римом.
Вскоре, однако, образовалась коалиция из умеренных либералов и партий клерикальной и консервативной, и на место Вейнтимильи в президенты был избран в 1884 году. Хосе-Мариа-Пласидо Кааманьо. Его преемниками были Антонио Флорес (с 1888 по 1892 г.) и Луис Кордеро, которого в 1896 году заставил отказаться от должности предводитель радикальной партии генерал Альфаро, избранный затем в президенты в 1897 году. Поднятая в 1899 году клерикальной партией революция была подавлена. Стоявший во главе движения генерал Сарасти перешел на колумбийскую территорию и оттуда произвел вторжение в Эквадор.

#### XX век

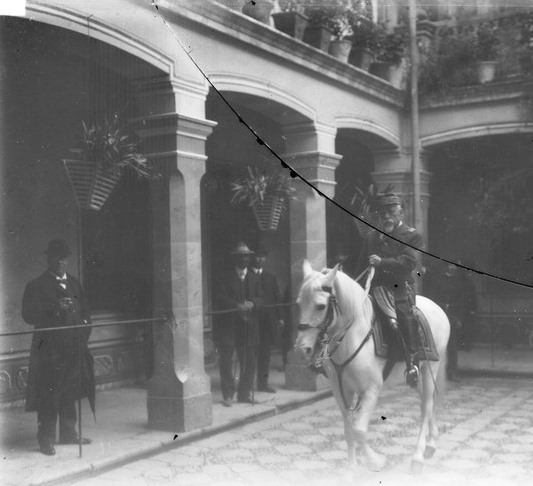
Альфаро на коне во дворе президентского дворца в Кито

В сентябре 1901 года вступил в должность вновь избранный президент Пласа Гутьеррес. Позднее между Альфаро и Гутьерресом произошел разрыв, и Альфаро сверг избранного после Гутьерреса президента. В 1907 он вновь был избран президентом, а в 1911 году он был свергнут. После неудавшейся попытки осуществить очередной переворот Элой Альфаро был заключен в тюрьму в Кито. 28 января 1912 он был убит ворвавшейся в тюрьму толпой. За годы пребывания у власти Элой Альфаро ввел светское образование и построил железную дорогу, соединившую Гуаякиль и Кито. В 1906 году по Конституции католическая церковь официально отделена от государства.
Первая половина XX века была отмечена экономической и политической нестабильностью. В Первой мировой войне Эквадор первоначально соблюдал нейтралитет, однако после инцидента с самозваным немецким «поверенным в делах» разорвал дипломатические отношения с Германией, а после подписал Версальский договор. Начиная с 1920-х годов основной экспортной культурой стали бананы. 
В период между 1912 и 1925 годами, в «плутократическую эпоху», Эквадор попал под экономическое и политическое господство класса землевладельцев, экспортеров какао, торговцев и, прежде всего, банкиров, которые управляли сменявшими друг друга правительствами. 
Президент Гонсало Кордова был свергнут в результате бескровного государственного переворота в июле 1925 года. В отличие от предыдущих переворотов в Эквадоре, переворот 1925 года был осуществлён коллективной группой — Лигой молодых офицеров. Была сформирована военная хунта, состоящая в основном из молодых военных, которая избрала новую правительственную хунту, состоящую в основном из гражданских высокопоставленных лиц, которой она передала власть и в которой каждый член еженедельно был главой государства. Это новое правительство изначально стремилось положить конец влиянию предыдущих «олигархов», многие из которых были арестованы и сосланы. 
9 января 1926 года гражданская хунта была заменена новой хунтой. Политика правительственной хунты не принесла ожидаемого успеха, поэтому вспыхнули военные восстания, которые были подавлены, но в конечном итоге привели 1 апреля 1926 года к назначению Исидро Айоры временным президентом. Айора принял это назначение при условии, что военные не будут вмешиваться в его правительство. С 3 апреля 1926 до 24 августа 1931 года он был президентом с широкими полномочиями, которые фактически сделали его диктатором. Айора жёсткой рукой реализовал комплексную программу экономической политики, в ходе которой, среди прочего, были основаны центральный банк Эквадора и другие важные институты. 9 декабря 1928 года начало свою работу Учредительное собрание, которое 26 марта 1929 года приняло новую конституцию. Она также избрала Айору конституционным президентом. В отличие от предыдущей политики Айоры, конституция была явно демократической и давала парламенту более широкие права. Было введено избирательное право для женщин, а также было усилено социальное законодательство.  
После начала Великой депрессии, которая также затронула экономику Эквадора, расширенные социальные программы не удалось реализовать, что привело к многочисленным восстаниям, которые правительство Айоры и вооруженные силы подавили. Наконец, после нескольких попыток государственного переворота, Айора был свергнут в 1931 году и заменен полковником Луисом Ларреа Альбой, тем самым был положен конец периоду Июльской революции и первой попытки создания социальной экономики в Эквадоре.
После частичной оккупации Эквадора перуанскими войсками в 1941 году ситуация в стране осложнилась. Перуанские власти обратились в Межамериканскую арбитражную комиссию с требованием признать их права на обширную территорию в бассейне Амазонки и арбитражная комиссия удовлетворила требование Перу. За четверть века политической нестабильности каждый президент Эквадора занимал свой пост или терял его в результате военного переворота. Правление избранного президента Гало Пласа Лассо (1948—1952) было отмечено необычной для страны степенью политической свободы, однако никаких существенных реформ он не проводил. В 1952 году его преемником стал Хосе Мария Веласко Ибарра (1952—1956).
На выборах 1956 года победу одержал кандидат от Социал-христианской партии, Камило Понсе Энрикес, которого поддерживала Консервативная партия. Заняв в 1960 году в четвёртый раз занял пост президента, Хосе Мария Веласко Ибарра развернул широкую программу общественных работ, однако в ноябре 1961 года начались выступления протеста против введенных им мер жесткой экономии и он был смещён. Его место занял вице-президент Карлос Хулио Аросемена Монрой, который был смещен военной хунтой.
В 1966 году по всей стране прокатились студенческие выступления с требованиями возвратиться к гражданскому правлению, в результате чего хунта была отстранена от власти приказом высшего командования вооруженных сил. В 1968 состоялись президентские выборы, в результате которых этот пост в пятый раз занял Веласко Ибарра, а в июне 1970 года он провозгласил себя диктатором. В феврале 1972 года Веласко Ибарра был смещен военными, и пост президента занял бригадный генерал Гильермо Родригес Лара.

##### Правление военных и нефтяная эра
В 1972 году началась эксплуатация богатых залежей нефти в Орьенте. Их ценность выросла во много раз в связи с повышением мировых цен на нефть в 1973—1974 и 1979—1980 годах. Правительство Родригеса Лары проводило некоторые аграрные реформы и развивало производство ранее импортировавшихся продуктов. В результате такой политики в течение всех 1970-х годов наблюдался беспрецедентно быстрый рост экономики Эквадора. Быстрый рост доходов приводил к инфляции и росту импорта товаров потребления. Внешний долг Эквадора достиг угрожающе высокого уровня и в 1976 году Родригес Лара был смещен с поста президента военной хунтой.
В апреле 1979 года на пост президента был избран Хайме Рольдос Агилера, лидер левоцентристского блока Объединение народных сил. 24 мая 1981 он погиб в авиакатастрофе, и его место занял вице-президент Освальдо Уртадо Ларреа. Тяжелое состояние в экономике страны вынудило Уртадо отказаться от реформистских и экспансионистских планов и придерживаться политики жесткой экономии.
В 1984 году к власти пришёл консерватор Леон Фебрес Кордеро. При нём была проведена девальвация национальной валюты, сокращение расходов на социальные нужды, уменьшение льгот, предоставленных промышленным предприятиям страны, а также снижение реальной заработной платы. Началось 5-летнее партизанское движение во главе с организацией «¡Alfaro Vive, Carajo!». В марте 1986 года произошёл военный мятеж во главе с командующим ВВС генералом Фрэнком Варгасом Пассосом, поддержанный советом адмиралов Эквадора. В результате в отставку подали обвинённые в злоупотреблении служебным положением министр обороны Л. Пинейрос Ривера и главком сухопутных сил М. Мария Альбуха. 16 января 1987 года группа военных захватила президента страны как заложника на базе ВВС близ Гуаякиля. Президент был освобождён на следующий день в обмен на освобождение и прекращение дела против генерала Франка Варгаса.
5 марта 1987 года на северо-востоке страны, в 90 км от Кито, около вулкана Ревентадор произошло разрушительное землетрясение (6-7 баллов по шкале Меркалли), несколько сотен человек погибло и более 15000 осталось без крова. Общий ущерб составил около 1 млрд долларов США.
На президентских выборах в мае 1988 года победу одержал левый демократ Родриго Борха Севальос, который взял под государственный контроль работу трансэквадорского нефтепровода, а также принял ряд мер, направленных на развитие рыночной экономики, в частности, уравнял в правах иностранных и отечественных инвесторов.
В 1995 году произошла пограничная война с Перу, которая нанесла тяжелый удар экономике Эквадора и усилила социальный кризис. Расходы на войну вынудили правительство отменить крупные субсидии, поднять налоги и цены и сократить расходы. Эти меры вызвали активные протесты, которые заставили правительство продлить чрезвычайное положение и замедлить процесс экономических реформ.
На президентских выборах 1996 г. победил Абдала Букарам, выступавший от Объединения народных сил, преобразованного в Эквадорскую партию рольдосистов. Он победил благодаря популистским предвыборным обещаниям оказывать помощь бедным. В феврале 1997 Конгресс отстранил Букарама «за умственную неспособность управлять страной» и назначил временно исполняющим обязанности президента бывшего председателя Конгресса, Фабиана Аларкона Риверу. В 1998 г. на выборах президента Эквадора с небольшим перевесом победил Хамиль Мауад, который баллотировался от Партии народной демократии.

### XXI век
9 января 2000 года администрация следующего президента — Хамиля Мауада — объявила о намерении отказаться от национальной валюты сукре и принять американский доллар в качестве официальной валюты для выхода из экономического кризиса. Это привело к многотысячным протестам эквадорских индейцев и профсоюзов против коррупции и экономической политики президента.
21 января 2001 года командир полка президентской охраны полковник Лусио Гутьеррес, которому было приказано разогнать протестующих, в ходе штурма здания национального парламента самоустранился от командования, а когда здание было захвачено, он совместно с двумя руководителями бунтовщиков вошёл в так называемое правительство национального спасения, которое, однако, просуществовало лишь несколько часов. 22 января вмешавшееся командование вооружённых сил (генерал Мендоза) передало власть вице-президенту Густаво Нобоа, а Гутьерреса на 6 месяцев бросили в тюрьму. На волю Гутьеррес вышел популярным политиком, при поддержке индейского движения «Пачакутик» создал политическую партию «Патриотическое сообщество 21 января» (Sociedad Patriótica).
В 2002 году Лусио Гутьеррес победил на президентских выборах первого богача Эквадора, «бананового короля» Альваро Нобоа. Победу ему обеспечили обещания вернуть эквадорскую нефть под контроль Эквадора. Вскоре, однако, выяснилось, что методы оздоровления эквадорской экономики, избранные новым главой государства, не в состоянии исправить ситуацию. Инфляция росла катастрофическими темпами, коррупция поразила все уровни власти. В конце концов президент был вынужден обратиться за помощью к США и МВФ. Последовавшие за этим жёсткие меры в экономике привели к ещё большему обнищанию населения и резкому росту недовольства левых и индейских партий, поддерживавших Гутьерреса на выборах. Вице-президент Паласио дистанцировался от него, сохранив верность старым популистским лозунгам.
В ноябре 2004 года оппозиция попыталась инициировать импичмент президенту, устраивая массовые акции протеста. Гутьерреса тогда спасла поддержка армии и раскол в лагере оппозиции. Поводом для протестов стали нарушения Конституции, допущенные Гутьерресом в отношении высшей судебной власти — в декабре 2004 его сторонники в парламенте страны заменили большинство членов Верховного суда. В результате Верховный суд, считавшийся оплотом оппозиции, стал абсолютно лоялен Лусио Гутьерресу. Противники главы государства немедленно обвинили его в попытке установления диктатуры. Тем временем с подачи президента Верховный суд снял все обвинения с бывших президентов Эквадора Абдалы Букарама (1996—1997) и Густаво Нобоа (2000—2003 годы), которых обвиняли в коррупции. Чуть позже он даже разрешил обоим президентам вернуться на родину из эмиграции. Это привело к массовым протестам — люди выражали своё возмущение тем, что виновники их бедственного положения прощены и не понесут наказания.
15 апреля 2005 года на фоне обостряющегося политического кризиса, президент Гутьеррес ввёл чрезвычайное положение в столице страны Кито и объявил о роспуске нового состава Верховного суда, попытавшись возложить на него ответственность за непопулярное решение. Оппозиция вновь обвинила Лусио Гутьерреса в узурпации власти, в Кито начались широкомасштабные уличные протесты. Уже 16 апреля чрезвычайное положение было отменено. В результате массовых волнений, по разным данным, погибло от одного до трёх человек, десятки людей получили ранения и отравления слезоточивым газом. 19 апреля в отставку подал шеф полиции Эквадора генерал Хорхе Поведа, а затем о своём выходе из подчинения президенту объявила армия. 20 апреля 2005 года произошёл так называемый «Банановый путч»: Национальный конгресс Эквадора (на сессии присутствовали лишь депутаты от оппозиции) отстранил Лусио Гутьерреса от власти, а час спустя привёл к присяге в качестве главы государства вице-президента Альфредо Паласио. Гутьеррес бежал из президентского дворца на вертолёте, и, не имея возможности покинуть страну, в поисках политического убежища укрылся в посольстве Бразилии. Генеральная прокуратура Эквадора выдала ордер на арест Гутьерреса, обвинив экс-президента в жестокости по отношению к демонстрантам. 25 ноября 2006 года состоялись выборы, на которых победу одержал кандидат левых сил Рафаэль Корреа.
30 сентября 2007 года во время выборов в Конституционную Ассамблею Эквадора сторонники президента Рафаэля Корреа из социалистической партии Альянс ПАИС получили большинство мест, что позволило им составить новую конституцию страны, основанную на его концепции «социализма 21-го века».
В марте 2008 года после военной операции Колумбии на территории Эквадора с целью уничтожения боевиков ФАРК Эквадор разорвал дипломатические отношения с Колумбией. Но вскоре конфликт был урегулирован.
26 апреля 2009 года на президентских выборах действующий президент Рафаэль Корреа одержал повторную победу уже в первом туре.
30 сентября 2010 года полиция и вооруженные силы попытались сместить президента и захватить власть в стране.
8 мая 2011 года во время всенародного референдума эквадорцы высказались за ряд реформ, которые включают в себя запрет азартных игр и корриды, усиление контроля исполнительной власти над судебной, а также учреждение специального государственного органа по наблюдению за средствами массовой информации.
17 февраля 2013 года Рафаэль Корреа одержал победу на выборах и был переизбран в третий раз на пост президента Эквадора.
В 2017 году Корреа отказался переизбираться на следующий срок. От правящей партии был выдвинут кандидатом бывший вице-президент Эквадора Ленин Морено, который и победил на выборах, прошедших в феврале 2017 года.

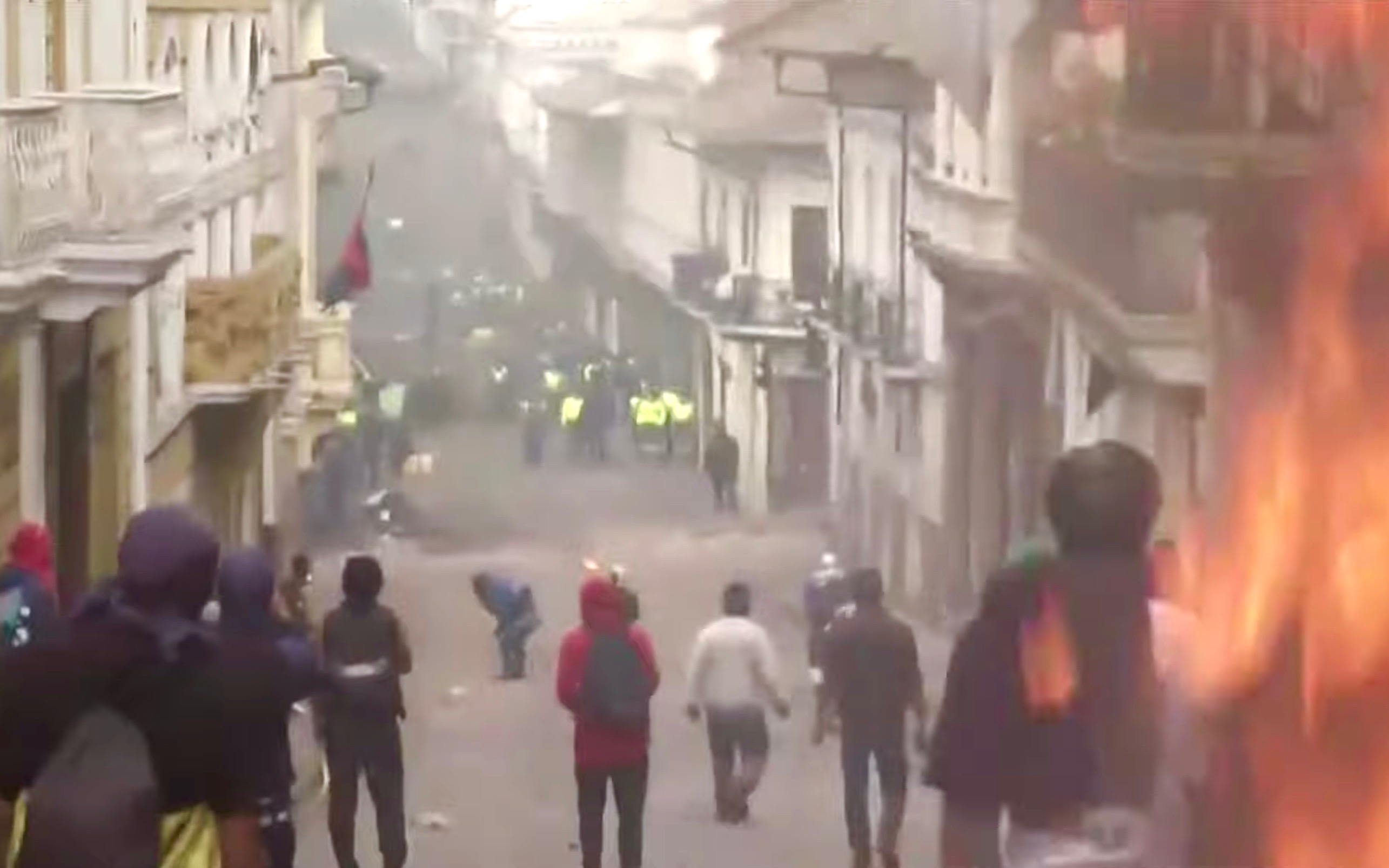
Столкновение протесту.щих с полицией 9 октября 2019 года

Экономическая политика Морено оказалась очень непопулярной среди граждан Эквадора, что привело к падению его рейтингов одобрения с 70 % в 2017 году до менее чем 30 % в 2019 году. Было принято решение об отмене топливной субсидии, которая до этого момента обеспечивала доступный бензин и дизельное топливо для граждан Эквадора. Это привело в ярость некоторые слои эквадорского общества, что вызвало начало протестного движения. 3 октября 2019 года начались протесты против запланированной отмены топливной субсидии. 8 октября президент Морено заявил, что его правительство переехало в прибрежный город Гуаякиль после того, как антиправительственные демонстранты захватили Кито, в том числе дворец Каронделет. В тот же день президент Морено обвинил своего предшественника Рафаэля Корреа в организации государственного переворота с помощью венесуэльского лидера Николаса Мадуро, в свою очередь Корреа эти обвинения отверг. Позже в тот же день была прекращена добыча нефти на нефтяном месторождении Сача, где добывалось 10 % нефти в стране, после того, как оно было занято протестующими. Демонстранты также захватили ретрансляционные антенны, что вынудило государственное телевидение и радио отключиться в некоторых частях страны. Протестующие представители коренных народов заблокировали большинство основных дорог Эквадора, полностью перерезав транспортные маршруты в город Куэнка. Бывший президент Рафаэль Корреа заявил, что президент Морено «завершён», и призвал к досрочным выборам.
9 октября демонстранты сумели ненадолго ворваться в Национальное собрание Эквадора и оккупировать его, а затем были изгнаны полицией с использованием слезоточивого газа. 14 октября 2019 года правительство Эквадора отменило режим чрезвычайного положения во всей стране и комендантский час в столице Кито после того, как был отозван президентский указ об аннулировании субсидий на топливо.
В апреле 2021 года на президентских выборах победил Гильермо Лассо. 17 мая 2023 года он подписал указ о роспуске Национальной ассамблеи и новых выборах после того, как законодатели начали рассмотрение вопроса об объявлении ему импичмента в связи с обвинениями в участии в коррупционной схеме в государственной компании FLOPEC, занимающейся танкерными перевозками нефти.
На президентских выборах в октябре 2023 года победу одержал Даниэль Нобоа, который пообещал вести борьбу с деятельностью преступных группировок.
7 января 2024 года из тюрьмы сбежал Адольфо Масияс Вильямар по кличке «Фито», один из лидеров преступной группировки Los Choneros. После этого в Эквадоре банды начали вооружённые нападения, и Даниэль Нобоа объявил в стране чрезвычайное положение.